# 德意志皇帝
德意志皇帝，中文簡稱德皇，指的是德意志帝国的国家元首的一個榮譽头衔，始于威廉一世在普法战争獲勝後在凡尔赛宫的登基公告，歷經三任皇帝，終結於末代皇帝威廉二世在1918年第一次世界大戰结束及德国停戰前幾天的十一月革命中退位。

## 头衔的创立
经历了普丹战争、普奥战争和普法战争，获得了对北德意志联邦的绝对领导权的普鲁士，面临着如何登基称帝，实现德意志名副其实的统一的重大抉择。
对于即将成为皇帝的威廉一世而言，其最渴望的是成为“全德意志国土的皇帝”（Kaiser von Deutschland），然而这受到了其余诸侯强烈反对，因为这似乎相当于普鲁士将不仅事实上，而且名义上都将他们所剩无几的自治权也剥夺掉，从而建立“法兰西国王”式的绝对君主制，而俾斯麦同样担心此头衔会激怒新生的统一德意志唯一可靠的盟友，以奥地利、波希米亚等德意志历史领土为根据地的奥匈帝国。
另一个选项是1848年法兰克福国民议会所确立的“德意志人民的皇帝”（Kaiser der Deutschen），但这也遭到威廉一世和俾斯麦的反对：在威廉一世看来，统一德意志是历史悠久家世高贵的索伦家族的天命，所以此番登基是君權神授，故和兄长腓特烈·威廉四世一般拒绝接受“从沟渠捡来的皇冠”；而在俾斯麦看来，这个跟“神圣罗马皇帝”极为类似的头衔，并不适合他理想中集权高效的君主国家，反而给人一种作为最高君主有名无实，严重受制于诸侯与议会的感觉。
最终所选择的是“德意志皇帝”（Deutscher Kaiser）这个妥协方案：字面上仅仅是“一个当皇帝的德意志人”，只是一个相当于神聖罗马皇帝的荣誉称号，而作为德国元首的绝对权力，则是通过兼任德意志联邦主席来得以确保，法源依據是來自於《德意志帝国宪法》。

## 皇帝列表
| 称呼            | 生平                                   | 统治始        | 统治终                  | 注释                        | 王朝     | 肖像                          |
| --------------- | -------------------------------------- | ------------- | ----------------------- | --------------------------- | -------- | ----------------------------- |
| 威廉一世 - 大帝 | 1797年3月22日 – 1888年3月9日（90歲）   | 1871年1月18日 | 1888年3月9日            | —                           | 霍亨索伦 | William I, German Emperor     |
| 腓特烈三世      | 1831年10月18日 – 1888年6月15日（56歲） | 1888年3月9日  | 1888年6月15日           | 威廉一世之子                | 霍亨索伦 | Frederick III, German Emperor |
| 威廉二世        | 1859年1月27日 – 1941年6月4日（82歲）   | 1888年6月15日 | 1918年11月28日 （退位） | 威廉一世之孙 腓特烈三世之子 | 霍亨索伦 | William II, German Emperor    |